# Antonio Gallego Valcárcel
Antonio Gallego Valcárcel fue un militar y político español, nacido en Tobarra (Albacete) el 4 de enero de 1787 y fallecido en Madrid el 21 de abril de 1857.

## Biografía
Proveniente de una familia notable de la localidad, estudió también leyes e inició la carrera militar en Valencia el 2 de mayo de 1808. Más tarde, iría ascendiendo por méritos de guerra hasta convertirse en mariscal de campo en 1843. Fiel a la dinastía reinante y a la línea impulsada por Fernando VII en la figura de su hija Isabel II, luchó en la primera guerra carlista y en la segunda guerra carlista defendiendo a la reina.
En 1817 fue nombrado director militar de la Casa de Caballeros Pajes del rey Fernando VII. Más tarde, en 1824, fiel a la Constitución de 1812, fue confinado en Tobarra y apartado de la carrera militar, hasta su reingreso con todos los honores en 1831. Fue destinado a la Secretaría de Estado y el Despacho de Guerra en 1833. 
En 1843 y 1847 fue senador por la provincia de Albacete. Del 1 al 5 de diciembre de 1843 fue ministro de la Guerra en el gabinete de Salustiano de Olózaga. Más tarde, en 1849, fue designado director general del Colegio General Militar.
Estuvo casado con Ana María de Torres Bernabéu, con quien tuvo dos hijos: Federico (1826) y Antonio (1831).

## Cargos políticos
- 1843. Ministro de la Guerra.
- 1843. Senador electo por la provincia de Albacete.
- 1847. Senador vitalicio.
- 1848. Comisario regio de Agricultura en la provincia de Segovia.

## Condecoraciones
- 1814. Gran cruz de la Orden de San Fernando.
- 1843. Gran cruz de la Orden de San Hermenegildo.
- 1848. Gran cruz de la Orden de Isabel la Católica.